# Adolphe François René de Portes
Pour les articles homonymes, voir Portes.
Adolphe François René, marquis de Portes (né le 22 janvier 1790 à Toulouse et mort le 22 décembre 1852 à Paris), est un homme politique français du XIXe siècle, membre de la famille de Portes.

## Biographie

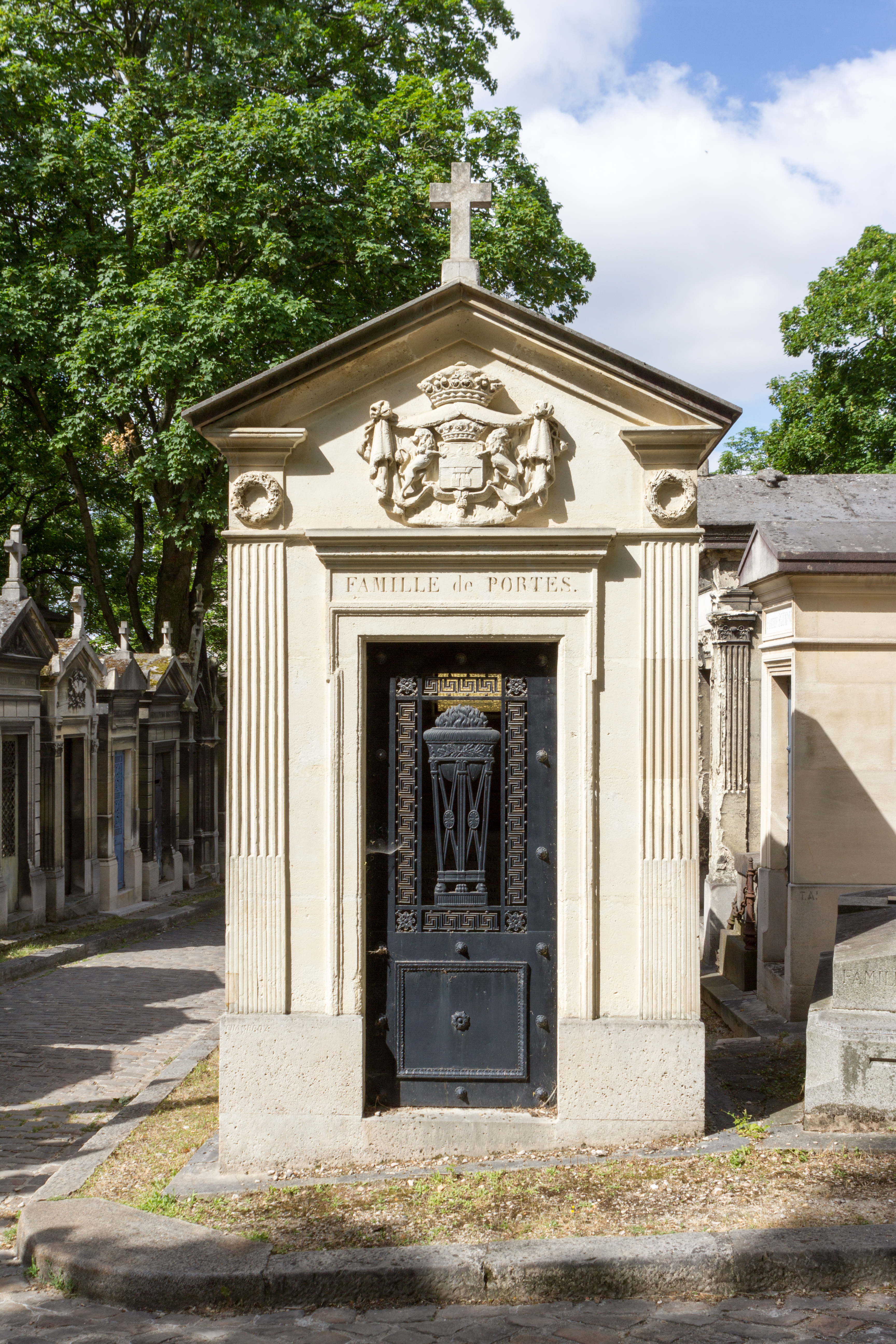
Tombe au cimetière du Père-Lachaise.

Troisième marquis de Portes, fief acquis en 1747 à Manses en Ariège, « Fils de monsieur Jean-Joseph-François-Thomas de Portes, ancien sénéchal, gouverneur de Toulouse, et de madame Jeanne-Catherine-Françoise de Beauvarlet de Beaumicourt », gendre de l'illustre Laplace, fut, sous la Restauration, maître des requêtes au conseil d'État et membre de la commission du sceau de France.
Élu, le 23 juin 1830, député du 2e arrondissement électoral de l'Ariège (Pamiers), contre M. Cassaing, il prêta serment à Louis-Philippe Ier, fut cependant destitué de ses fonctions au conseil d'État, et vota avec le groupe légitimiste. Il échoua ensuite dans le même collège, le 5 juillet 1831, contre M. Joly, élu, et M. Vigarosy, et, le 10 janvier 1835, contre M. de Saintenac ; mais il rentra à la Chambre, élu le 4 novembre 1837. Il se fit alors remarquer parmi les légitimistes ralliés, et vota contre le projet d'adresse de la commission, en 1839.
Nommé pair de France le 9 juillet 1845, il soutint les principes conservateurs, rentra dans la vie privée en 1848, adhéra ostensiblement à la politique du prince Louis-Napoléon, et fut nommé sénateur le 26 janvier 1852. Il mourut moins d'un an après et fut inhumé au cimetière du Père-Lachaise (Paris 20e), 6e division,.
Il était chevalier de la Légion d'honneur et membre du Conseil général de l'Ariège.

## Union et postérité
« Fils de monsieur Jean-Joseph-François-Thomas de Portes, ancien sénéchal, gouverneur de Toulouse, et de madame Jeanne-Catherine-Françoise de Beauvarlet de Beaumicourt », Adolphe François René de Portes épousa (1°) Sophie Suzanne (° 1792 † 1813), fille de Pierre Simon, marquis de La Place (1749-1827). Veuf, le marquis des Portes convola (2°) en secondes noces avec Georgine Martel.
- De ses deux unions, il eut :
  - (1°) Angélique (° 1813 - Paris XIe † 1889 - Saint-Julien-de-Mailloc), mariée avec Napoléon-Joseph de Colbert, marquis de Chabanais (1805-1883), officier, maire de Saint-Julien-de-Mailloc, député et conseiller général du Calvados, dont :
    - Marie Adolphine Sophie (° 28 avril 1833 - Paris Xe (ancien) † 18 avril 1917 - Château de La Gaudinière, La Ville-aux-Clercs, Loir-et-Cher), mariée le 22 septembre 1853, en l'église Saint-Thomas-d'Aquin (Paris), avec Stanislas de La Rochefoucauld (1822-1887), duc de Doudeauville, dont postérité ;
    - Édouard de Colbert, marquis de Chabanais (1834-1905), saint-Cyrien (1854-1856 : promotion de Crimée-Sébastopol), général de division, commandeur de la Légion d'honneur, marié, dont postérité ;
    - Pierre-Louis de Colbert-Laplace (1843-1917), secrétaire d'ambassade, député du Calvados, marié, dont postérité ;

  - (2°) Catherine Marie Adolphine (° 10 juillet 1824 - Paris † 1896), marquise de Portes, mariée, (1°) le 30 juillet 1846, avec Eugène Perrin, marquis de Bellune (1799-1852), puis, (2°) en 1853 avec Charles Eugène Henri Joseph Texier, marquis d'Hautefeuille (1816-1857), puis, (3°) le 8 octobre 1861 à Paris VIe, avec Maurice de Sapinaud de Boishuguet (1837-1921), propriétaire, maire de Guémené-Penfao. Elle avait eu, de sa première union :
    - Georgina Marie Thérèse Perrin de Bellune (° 31 décembre 1847 - Villasavary † morte jeune).

  - (2°) François Thomas Georges (né vers 1839), marquis de Portes.

## Armoiries
| Figure | Blasonnement |
|        | Armes du 3e marquis de Portes, pair de France et chevalier de la Légion d'honneur D'azur, à la fasce d'argent accompagnée en chef de trois merlettes du second, rangées en fasce, et en pointe d'une tour du même, maçonnée, ouverte et ajourée de sable. |